# Неймеген
Неймеген (на нидерландски: Nijmegen) е град в Нидерландия. Населението му към май 2014 г. е 168 840 жители при гъстота 3149 д/km². Градът се простира на 57,53 km² (53,59 km² суша и 3,94 km² вода).

## История
Неймеген се води като най-старият град в Нидерландия, въпреки че Маастрихт оспорва титлата му. През 2005 г. градът отпразнува своята 2000-годишнина с шумни тържества. За Неймеген за първи път се споменава към 0 г., когато римляни разполагат военен лагер в сегашните му земи заради добрите му стратегически позиции. Скоро след това местните племена унищожават лагера в бунт, след което е построено по-добро укрепление.
През 4 век областта около Неймеген става част от Франкската империя. Някои историци твърдят, че през 8 век е бил построен дори и замък.
Между 4 и 11 век няма значими исторически събития в района поради промени в климата, които постоянно причинявали наводнения и затруднявали всякаква дейност.
През 1230 г. Неймеген получава статут на град, бидейки по това време процъфтяващ търговски център. Малко по-късно градът става част от сегашната нидерландска провинция Гелдерланд.
През 1585 г. Неймеген става част от Република Съединени провинции, което го превръща в пограничен град, често подлаган на обсада.
През втората половина на 19 век възниква проблем с броя на жителите, който значително надхвърлял капацитета на града, обхванат от старите крепостни стени. След Френско-Пруската война стените се премахват поради пълната им безполезност.
В края на 19 – началото на 20 век Неймеген изживява разцвет, разраства се значително, строят се много нови сгради и съоръжения (мостове над река Ваал).
По време на Втората световна война Неймеген е първият нидерландски град, който пада под немска окупация. Американски самолети безмилостно бомбардират града, унищожавайки значителна част от сградите му. По-късно САЩ заявяват, че са бомбардирали града по погрешка, мислейки си, че е немският град Клеве.
През септември 1944 г. е център на бойни действия, свързани с намиращия се наблизо мост, една от целите на парашутно-десантната операция на Съюзниците – операция „Маркет-Гардън“‎.

## Образование
- В Неймеген се намира университетът Радбауд, който е основан през 1923 г. и е първият католически университет в Нидерландия.
- Тук се намират и част от факултетите на Арнемско-наймехенското висше училище.
- Зелено училище
- Колеж „Кандински“
- Неймегенска училищна общност Груневауд (NSG)
- Градска училищна общност Неймеген (SSGN)
- Колеж „Канисиус“
- Колеж „Линденхолт“
- Градска гимназия
- Колеж „Доминикус“

## Музеи
- Музей на Африка (африканско изкуство и култура)
- Открит библейски музей (древни близкоизточни сгради)
- Музей „Валкхоф“ (Римска и средновековна история и модерно изкуство)
- Велорама (музей на колелото)

## Международни четиридневни походи
Неймеген е известен с Международните четиридневни походи (Vierdaagse), които започват в третия вторник на юли и представляват преходи от 30 – 50 km на ден, съпровождани от мероприятия, които са най-посещаваните в Нидерландия за последните няколко години.

## Спорт
Представителният футболен отбор на града носи името НЕК (съкращение от първите букви на Наймехен Ендрахт Комбинати).

## Личности родени в Наймехен
- Едвард ван Хален (р. 1955), роккитарист
- Йорис Ивенс (1898 – 1989), кинорежисьор
- Амира Вилигхаген, певица